# Rapide (film, 2025)
Pour plus de détails, voir Fiche technique et Distribution.
Rapide est un film français réalisé par Morgan S. Dalibert et sorti en 2025.

## Synopsis
Max (Paola Locatelli), une jeune fille passionnée par le sport automobile, se destine à devenir la première femme championne du monde de Formule 1. À 17 ans, elle enchaîne les victoires en catégorie junior, mais aucune écurie ne s'intéresse à elle, l'obligeant à mettre ses rêves de côté pour subvenir à ses besoins et ceux de sa mère. Quelques années plus tard, lorsqu'elle rencontre Stanislas de Clermont Tonnerre (Alban Lenoir), ancien pilote automobile fantasque, celui-ci la reconnaît et croit encore en son potentiel. Il se met en tête d'aider Max à atteindre son rêve.

## Fiche technique
Sauf indication contraire, les informations mentionnées dans cette section peuvent être confirmées par les bases de données cinématographiques IMDb et Allociné,  présentes dans la section « Liens externes ».
- Titre original : Rapide
- Réalisation et scénario : Morgan S. Dalibert
- Photographie : Florent Astolfi
- Décors : Gaël Leroux
- Costumes : Emmanuelle Youchnovski
- Son : Thomas Tymen
- Production : Clément Miserez, Matthieu Warter et Candice Vigneron
- Sociétés de production : Radar Films
  - Coproduction : UMedia et France 2 Cinéma
- Société de distribution : Universal Pictures International (France)
- Budget : 14,4 millions d'euros[3]
- Pays de production :  France
- Langue originale : français
- Genre : action, comédie
- Durée : 98 minutes
- Format : couleur
- Dates de sortie : 
  - France : 16 avril 2025

## Distribution
- Paola Locatelli : Max
- Alban Lenoir : Stanislas de Clermont Tonnerre
- Anne Marivin : Pauline
- Rik Kleve : Will Muller
- Mathilde La Musse : Mélanie
- Tchéky Karyo : Le Duc

## Production

### Box office[4]
| Pays ou région | Box-office | Date d'arrêt du box-office | Nombre de semaines |
| -------------- | ---------- | -------------------------- | ------------------ |
| France         | 172 030    |                            | 5                  |